# Castoreum radicatum
Castoreum radicatum är en svampart som beskrevs av Cooke & Massee 1887. Castoreum radicatum ingår i släktet Castoreum och familjen Mesophelliaceae.   Inga underarter finns listade i Catalogue of Life.